# Burkal
Il Burkal (in russo Буркал?) è un fiume della Russia, affluente di destra della Menza. Scorre nel Krasnočikojskij rajon del Territorio della Transbajkalia.
Il fiume ha origine sul versante occidentale dei monti Čikokonskij, a un'altitudine di circa 2 000 m. Nell'alto e medio corso scorre prevalentemente in direzione nord-occidentale, nel basso corso gira a sud-ovest fino alla confluenza nella Menza (a 83 km dalla foce). La sua lunghezza è di 128 km, l'area del bacino di 2 260 km². Il suo maggior affluente è il Derbul (lungo 88 km) proveniente dalla destra idrografica.